# Ciało amorficzne

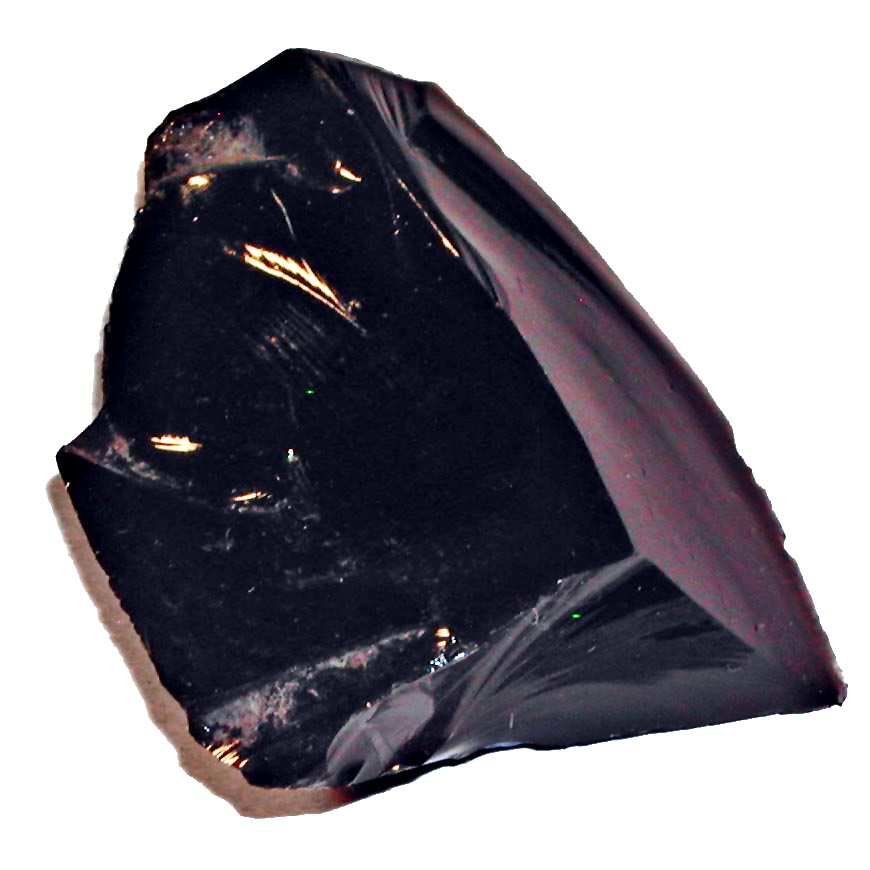
Obsydian – skała o materii amorficznej (bezpostaciowej).

Ciało amorficzne, ciało bezpostaciowe (od gr. ἀ „bez-” + μορφή „kształt”) – stan skupienia materii charakteryzujący się własnościami reologicznymi zbliżonymi do ciała krystalicznego, w którym nie występuje uporządkowanie dalekiego zasięgu. Ciało będące w stanie amorficznym jest ciałem stałym, ale tworzące je cząsteczki są ułożone w sposób dość chaotyczny, bardziej zbliżony do spotykanego w cieczach. Z tego powodu ciało takie często, choć błędnie, nazywa się stałą cieczą przechłodzoną. Jednak ciecz, w tym także ciecz przechłodzona, może płynąć, a ciało stałe utrzymuje swój kształt.
W stanie amorficznym występują zwykle substancje, które są zdolne do krystalizacji, ale ze względu na duży rozmiar cząsteczek, zanieczyszczenia lub szybkie schłodzenie cieczy, nie mają warunków, aby się w pełni skrystalizować. 
Faza amorficzna rzadko występuje w całej objętości substancji spotykanych w praktyce, lecz zwykle współistnieje z fazą krystaliczną. W ciałach takich pojawiają się wówczas domeny (niewielkie obszary) fazy krystalicznej, przemieszane z domenami fazy amorficznej, przy czym zmieniając warunki schładzania cieczy, można zmieniać proporcje jednej fazy do drugiej w dość szerokim zakresie. 
Amorfizm (bezpostaciowość) występuje w wielu substancjach spotykanych na co dzień lub mających niezwykłe zastosowania. Są to na przykład:
- szkło – zależnie od rodzaju ma większą lub mniejszą zawartość fazy amorficznej; im większy jej udział w szkle, tym jest ono mniej kruche i łatwiej topliwe, ale też bardziej mętne; typowe szkło stosowane w szybach okiennych posiada od 40 do 60% fazy amorficznej; idealnie czysta krzemionka poddana procesowi bardzo szybkiego schładzania jest szkłem całkowicie amorficznym; z kolei szkła kwarcowe, do których dodawane są substancje przyspieszające krystalizację, nie posiadają fazy bezpostaciowej prawie wcale
- mieszaniny polimerów - zależnie od ich budowy chemicznej oraz warunków schładzania z fazy ciekłej posiadają różną zawartość fazy amorficznej, która może się wahać od 1 do 99%; na przykład niektóre rodzaje włókien poliamidowych (kevlar) charakteryzuje bardzo niewielka (ok. 2-3%) jej ilość, natomiast stałe żywice polisiloksanowe są niemal w 100% amorficzne; w tworzywach spotykanych na co dzień (np. polietylenie) udział fazy amorficznej waha się w zakresie 60-85%.
- szkła metaliczne to stopy metali otrzymywane w specjalnych warunkach, które są całkowicie lub częściowo amorficzne. Zazwyczaj stopy te otrzymuje się przez bardzo szybkie schłodzenie cieczy o składzie zapewniającym dużą zdolność do zeszklenia (szybkość chłodzenia wynosi zwykle 105-106 K/s). Takie stopy nazywane są szkłami metalicznymi. Dostępne metody chłodzenia nie pozwalają jednak na zeszklenie czystych metali, ponieważ wymagają one szybkości chłodzenia szacowanych na 1010 K/s. Możliwe jest także wytwarzanie amorficznych stopów metodami elektrochemicznymi. Amorficzne mogą być również cienkie warstwy osadzane z fazy gazowej.
- niektóre minerały: opale, bursztyny, szkliwa wulkaniczne – obsydian.